# Функция Кёбе
Функцией Кёбе называется функция вида {\displaystyle k_{\theta }(z)={\frac {z}{(1-e^{i\theta }z)^{2}}}}. Функция названа в честь Пауля Кёбе.
Особенность функции Кёбе состоит в том, что она является экстремальной во многих задачах теории однолистных функций.
Теорема Кёбе об 1/4Если {\displaystyle f(z)} — однолистная функция в {\displaystyle \Delta =\{z:|z|<1\}}, то имеет место включение {\displaystyle \Delta _{1/4}\subset f(\Delta )}, где {\displaystyle \Delta _{1/4}=\{z:|z|<1/4\}}.